# Moro no Brasil
Pour plus de détails, voir Fiche technique et Distribution.
Moro no Brasil est un documentaire réalisé en 2002 par Mika Kaurismäki.

## Synopsis
Je vis au Brésil est un voyage musical au cœur du plus grand pays d'Amérique latine, héritier des habitants successifs : Indiens, Européens et Africains. L’ensemble de ces influences culturelles forme une accumulation de strates géologiques et se traduit en une variété de rythmes : forro, frevo, embolada, samba...  Au cours de la réalisation de ce documentaire, le Finlandais Mika Kaurismäki a parcouru 4000 km, a traversé trois Etats du Nord-Ouest du Brésil et a rencontré une bonne trentaine de musiciens, pour la plupart venus de la rue et inconnus hors de leurs frontières.

## Fiche technique
- Réalisation : Mika Kaurismäki
- Production : Magnatel TV GmbH
- Scénario : Mika Kaurismäki
- Image : Jacques Cheuiche
- Son : Cristiano Maciel
- Montage : Karen Harley

## Récompenses
- Nyon Visions du Réel, Suiza 2007.